# Symphonica (album George’a Michaela)
Symphonica – album z przeróbkami utworów innych wykonawców i własnymi utworami George'a Michaela z 2014 roku. To zapis trasy koncertowej o tej samej nazwie, która odbyła się w latach 2011-2012. Ukazały się dwie wersje albumu - podstawowa i poszerzona. Pierwszym singlem promującym płytę została piosenka "Let Her Down Easy" Terence'a Trenta D'Arby, a kolejnym (pochodzącym z edycji deluxe) utwór Rufusa Wainwrighta - "Going to a Town".
Symphonica w Polsce uzyskała status platynowej płyty. Album zdobył w dniu debiutu 2. miejsce na OLiS, a w grudniu 2014 roku uplasował się na 1. miejscu notowania OLiS

## Lista utworów

### Wydanie standardowe
| Nr  | Tytuł utworu                          | Długość |
| --- | ------------------------------------- | ------- |
| 1.  | „Through”                             | 5:09    |
| 2.  | „My Baby Just Cares for Me”           | 1:56    |
| 3.  | „A Different Corner”                  | 4:14    |
| 4.  | „Praying for Time”                    | 4:58    |
| 5.  | „Let Her Down Easy”                   | 3:50    |
| 6.  | „The First Time Ever I Saw Your Face” | 5:24    |
| 7.  | „Feeling Good”                        | 3:15    |
| 8.  | „John and Elvis Are Dead”             | 4:31    |
| 9.  | „One More Try”                        | 5:14    |
| 10. | „Cowboys and Angels”                  | 7:24    |
| 11. | „Idol”                                | 4:29    |
| 12. | „Brother Can You Spare a Dime”        | 4:51    |
| 13. | „Wild Is the Wind”                    | 4:15    |
| 14. | „You’ve Changed”                      | 4:44    |
|     |                                       | 1:04:14 |

### Wersja deluxe
| Nr  | Tytuł utworu                          | Długość |
| --- | ------------------------------------- | ------- |
| 1.  | „Through”                             | 5:09    |
| 2.  | „My Baby Just Cares for Me”           | 1:56    |
| 3.  | „A Different Corner”                  | 4:14    |
| 4.  | „Praying for Time”                    | 4:58    |
| 5.  | „Let Her Down Easy”                   | 3:50    |
| 6.  | „The First Time Ever I Saw Your Face” | 5:24    |
| 7.  | „Feeling Good”                        | 3:15    |
| 8.  | „John and Elvis Are Dead”             | 4:31    |
| 9.  | „Roxanne”                             | 4:20    |
| 10. | „One More Try”                        | 5:14    |
| 11. | „Going to a Town”                     | 4:45    |
| 12. | „Cowboys and Angels”                  | 7:24    |
| 13. | „Idol”                                | 4:29    |
| 14. | „Brother Can You Spare a Dime”        | 4:51    |
| 15. | „You Have Been Loved”                 | 5:41    |
| 16. | „Wild Is the Wind”                    | 4:15    |
| 17. | „You’ve Changed”                      | 4:44    |
|     |                                       | 1:19:00 |

## Notowania
| Notowanie     | Pozycja |
| ------------- | ------- |
| Polska (OLiS) | 1       |